# Tom Clancy's Splinter Cell: Pandora Tomorrow
Tom Clancy's Splinter Cell: Pandora Tomorrow är det andra spelet i Splinter Cell-serien. Det är ett actionspel, dock inte som de övriga i serien för här går det ut på att överleva och inte bli sedd (ett fenomen som började med Metal Gear Solid-serien). Spelaren antar rollen som den specialtränade agenten Sam Fisher, en "Splinter Cell" som arbetar inom en topphemlig del av amerikanska NSA, kallad "Third Echelon". Han är tränad för att vara osynlig och utföra sina uppdrag utan att fienden märker att han varit där. Till sin hjälp har han flera olika tekniska hjälpmedel och vapen. Han står även i konstant radiokontakt med sin chef och ett team som kan behandla den information som Sam hittar, samt ge honom viktig information när det behövs.

## Handling
Året är 2006, och USA har upprättat en militärbas i Östtimor, som nyligen separerat från Indonesien. Detta gillar inte gerillagruppen Darah Dan Doah, som leds av den beryktade Suhadi Sadono. Han organiserar ett angrepp mot den amerikanska ambassaden i Dili och tar flera amerikaner som gisslan. Sam Fisher skickas in för att ta reda på om gerillan har kommit över någon hemlig information. När han är där får han information om att Sadono samarbetar med någon som ska ge honom någonting och att han ska hitta det på en plats i Paris. Då Sam har utfört sitt uppdrag skickas Delta Force in, som tar tillbaka ambassaden. Men Sadono lyckas fly.
För att få tag i honom startar USA en omfattande militär kampanj i Indonesien. Men det visar sig att det som Sadono skulle få var flera behållare för smittkoppor. Viruset lagras i speciella behållare kallade ND133, som använts i ett kryogeniskt laboratorium i Paris, och stals av CIA-agenten Norman Soth. Viruset kommer från en syrisk terrorcell i Jerusalem. Soth har placerat behållarna på olika platser i USA. Varje dag ringer Sadono till dessa platser för att förhindra att viruset ska släppas ut den dagen. Detta betyder att om han dör eller blir tillfångatagen så kommer viruset att släppas ut och miljoner amerikaner dör. Då Sadono slåss i fronten mot de amerikanska styrkorna, så måste de dra sig tillbaka för att inte riskera att döda honom.
Nu måste Third Echelon, med hjälp av Sam Fisher, ta reda på var behållarna med viruset finns innan det är för sent.

## Flerspelarspel
I flerspelarspelläget finns det två lag: Shadownet Spies (spioner) och Argus PMC (legosoldater). Spionerna spelas i tredjepersonsvy och kan använda sig av många av teknikerna som Sam Fisher använder sig av. Deras största fördel är att de lätt kan gömma sig. Legosoldaterna spelas i förstapersonsvy och de är utrustade med ett kraftigt gevär, handgranater med mera. Som man kan tänka sig så är de inte så bra på att gömma sig, utan de är effektiva i strid istället. Det finns tre stycken spelsätt, men man kan max vara fyra spelare i varje match.
- Neutralization — Här ska spionerna försöka deaktivera ett antal virusbehållare (ND133:ar). Legoknektarnas jobb är att skydda behållarna och döda spionerna.
- Extraction — Här ska spionerna hitta virusbehållarna och föra dem till en speciell avlämningsplats. Legoknektarna ska förhindra detta genom att döda spionerna.
- Sabotage — Här ska spionerna placera ett modem intill en virusbehållare, som kommer att neutralisera den. Legoknektarna ska ta bort dessa modem och döda spionerna.